# Операция РЯН
РЯН — акроним, обозначающий Ракетно-Ядерное Нападение.
Совместная операция ГРУ и КГБ, проводилась с 1981 по 1984 год.
Операция была инициирована в мае 1981 года на закрытом заседании Политбюро ЦК КПСС с высокопоставленными офицерами КГБ. На заседании, где присутствовали также генеральный секретарь ЦК КПСС Л. И. Брежнев и председатель КГБ Ю. В. Андропов, было объявлено, что США, возможно, подготавливают ядерное нападение на СССР. Для выработки средств противодействия нападению Андропов объявил о начале операции РЯН (Ракетно-Ядерное Нападение) силами КГБ и ГРУ.
Официальный историк ЦРУ Бенджамин Б. Фишер (англ. Benjamin B. Fischer) выделил несколько конкретных событий, приведших к операции РЯН. Первым в списке стоит «Двойное решение» НАТО (принято 12 декабря 1979) о размещении ракет в странах Западной Европы в ответ на развёртывание СССР ракет РСД-10 (SS-20) начавшееся в 1976 году. Вторыми — психологические операции (сокращённо PSYOP) против СССР, которые начались сразу после избрания Рейгана президентом США (20 января 1981 года).
Развитие следующих событий в мире лишь повышало приоритет операции «РЯН» перед прочими:
- 4-12 сентября 1981 года прошли оперативно-стратегические учения армии и флота СССР и стран Варшавского договора Запад-81. Отрабатывалась наступательная операция и массированный десант в тылу условного противника.
- с 14 июня по 30 сентября 1982 года прошли стратегические учения армии и флота СССР и стран Варшавского договора Щит-82. Отрабатывалась полномасштабная ядерная война с блоком НАТО.
- 10 ноября 1982 года скончался Л. И. Брежнев. Пост генерального секретаря ЦК КПСС занял инициатор операции «РЯН» Ю. В. Андропов.
- 8 марта 1983 года Рональд Рейган назвал СССР «империей зла» и призвал к международной изоляции СССР.
- 23 марта 1983 года Рейган объявил о начале американской программы Стратегическая оборонная инициатива (СОИ), предназначенной для защиты США от межконтинентальных баллистических ракет.
- 1 сентября 1983 года. Советским истребителем сбит корейский пассажирский самолёт, выполняющий рейс KAL007.
- 2-11 ноября 1983 года прошли командные учения НАТО Able Archer 83. Отрабатывались действия Альянса в случае эскалации конфликта, приводящего к ядерной войне.
- 30 ноября 1983 года начали развёртываться ракеты Першинг-2 на территории Западной Германии в соответствии с «Двойным решением НАТО».

Операция «РЯН» стала наиболее крупной и сложной операцией по сбору разведывательной информации в советской истории. Резидентура за границей получила приказ отслеживать перемещения людей, имеющих полномочия отдать приказ о начале ракетно-ядерного нападения; персонала, ответственного за запуск баллистических и крылатых ракет и имеющего доступ в командные пункты военно-воздушных сил США. Было установлено наблюдение за объектами, откуда должно было производиться нападение (ракетные, военно-воздушные и военно-морские базы). Несмотря на название, основной задачей операции РЯН было выявление намерения применения ядерного оружия и только потом поиск средств предотвращения последнего.
До сих пор средства проведения операции РЯН неизвестны. Основным источником информации является Олег Гордиевский, наиболее высокопоставленный офицер КГБ, который когда-либо секретно работал на Великобританию. В частности, он полагает, что страх перед нападением США был обусловлен всё возрастающей советской паранойей вкупе с рейгановской риторикой. Со слов Гордиевского, Брежнев и Андропов «были очень и очень старомодны и подвержены коммунистическим догмам» и всерьёз полагали, что антагонист Рональд Рейган нажмёт «ядерную кнопку» и превратит Советский Союз в «горстку пепла истории».

Советский разведчик Юрий Швец считает эту операцию дезинформацией политического руководства СССР: 
Я на своём опыте знаю, что советская военная разведка ГРУ и ПГУ КГБ, их руководство привели к распаду СССР через дезинформацию. Они придумали историю, что США готовит внезапное ракетно-ядерное нападение, придумали, чтобы напугать своих коллег по Политбюро - двое человек решили напугать остальных 13. [Значит] надо больше денег из бюджета военным и КГБ.
Операция РЯН проводилась вплоть до конца 1984 года и была закончена только со смертью её инициатора Ю. Андропова и министра обороны Д. Ф. Устинова.